# Sebastian Langeveld

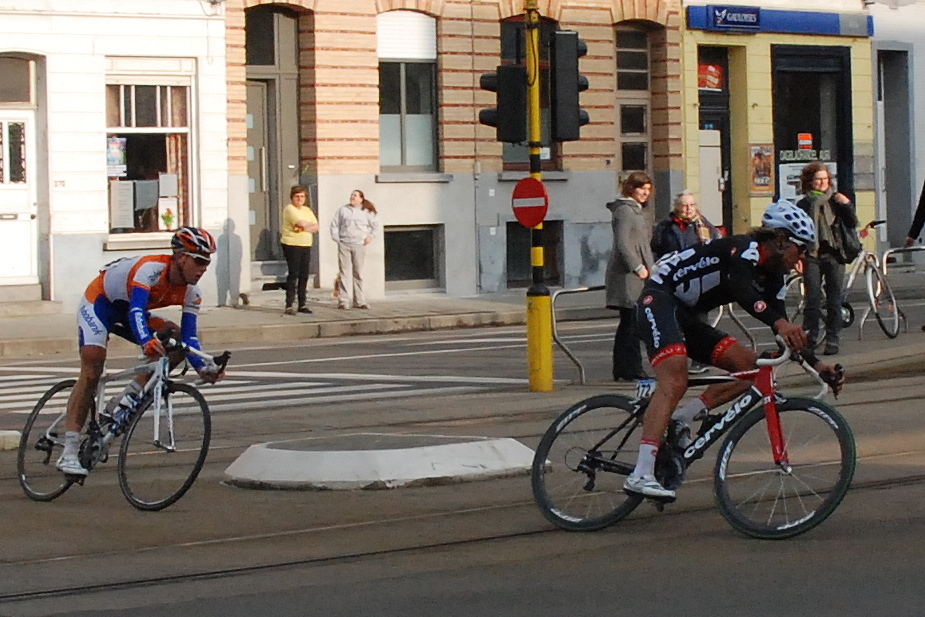
Heinrich Haussler en Sebastian Langeveld vlak vóór ze worden ingehaald op één kilometer van de eindstreep van de Omloop Het Nieuwsblad 2009

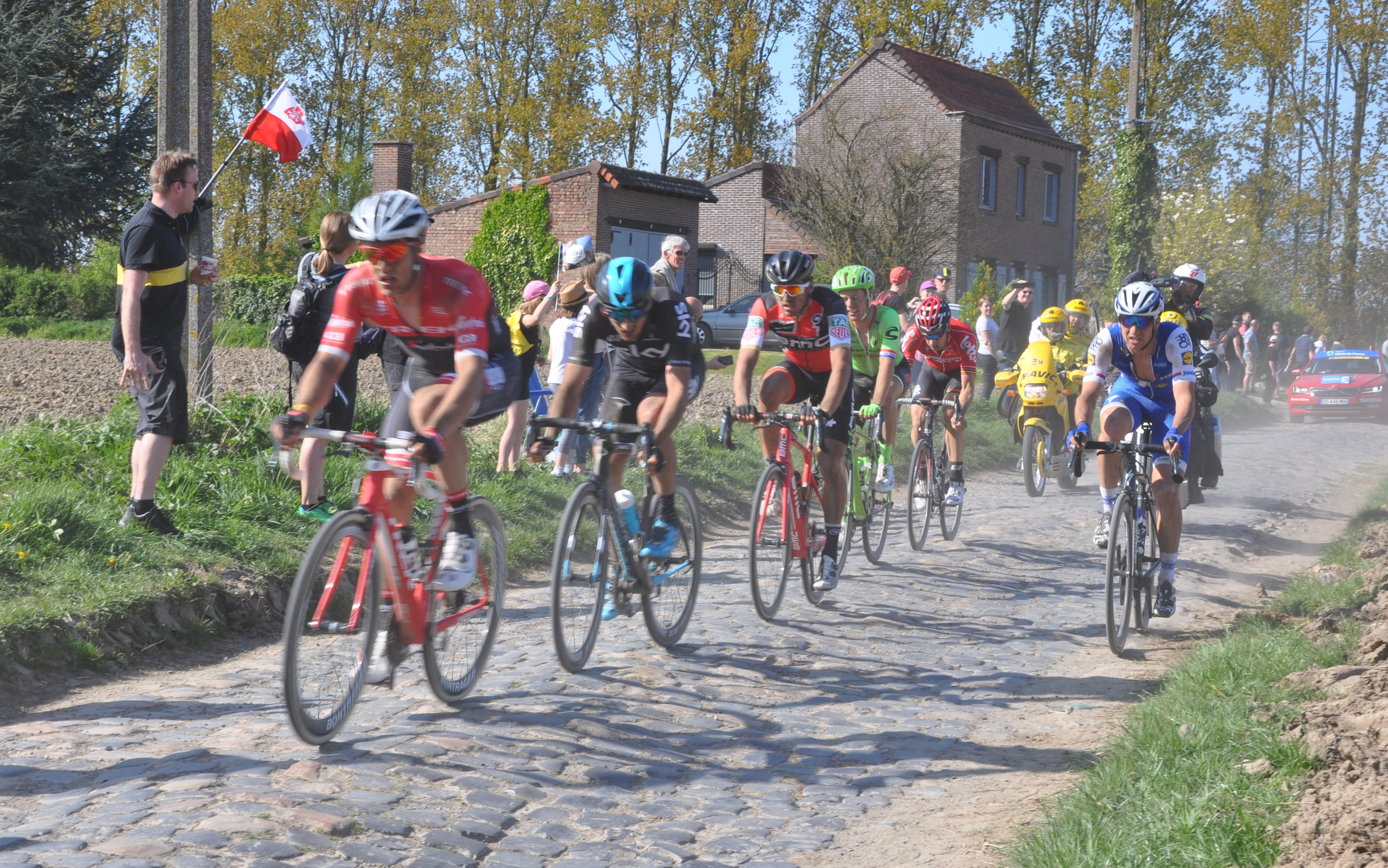
Stuyven, Moscon, Van Avermaet, Langeveld, Roelandts en Štybar in de achtervolging tijdens Parijs-Roubaix 2017.

Sebastian Langeveld (Leiden, 17 januari 1985) is een voormalig Nederlands wielrenner.

## Biografie
Langeveld is prof sinds 2006 en wist zijn tweede wedstrijd, de GP Pino Cerami, direct te winnen. In 2003 werd hij al eens vierde op het wereldkampioenschap voor junioren. In 2005 werd hij Nederlands kampioen bij de beloften. Tijdens het Nederlands kampioenschap wielrennen in 2006 reed hij samen met Michael Boogerd weg in de finale. Boogerd mocht winnen, en Langeveld tekende nog datzelfde jaar een contract bij de Rabobank. Eind 2006 werd hij uitgeroepen tot belofterenner van het jaar.
Hij tekende zijn eerste profcontract bij Rabobank in 2007. In dat jaar won hij meteen een mooie etappekoers in eigen land: de Ster Elektrotoer. Tijdens het Nederlands kampioenschap van 2007 werd hij opnieuw tweede, dit keer achter ploegmaat Koos Moerenhout. In 2008 brak hij door als specialist voor de Vlaamse koersen. Hij werd tweede in Kuurne-Brussel-Kuurne achter Steven de Jongh, en reed in de finale van de Ronde van Vlaanderen uit een achtervolgende groep weg voor hij werd ingehaald. Ook in Parijs-Roubaix was hij vooraan te vinden, tot hij ten val kwam. Na een uitstekende zesde plaats in de Ronde van Luxemburg werd Langeveld geselecteerd voor de Tourploeg van Rabo. Hij reed zijn eerste Tour meteen uit, al deed hij niet mee voor de prijzen.
In 2009 was Langeveld samen met Juan Antonio Flecha, Maarten Tjallingii, Joost Posthuma en aanwinst Nick Nuyens, kopman van de ploeg voor de kasseienklassiekers. In de openingsklassieker Omloop Het Nieuwsblad reed hij met nog ongeveer 30 km te gaan weg met Heinrich Haussler. In de slotkilometer werd het tweetal echter weer bijgehaald en kwam Langeveld nog ten val, waardoor hij 94e werd. In de derde etappe van Parijs-Nice 2009 eindigde hij als derde, na een collectieve aanval van de Rabobankploeg. In de E3 Prijs Vlaanderen, een laatste test voor de Ronde van Vlaanderen, behoorde Langeveld tot de besten in koers, maar hij moest genoegen nemen met een negende plaats. In de Ronde van Vlaanderen 2009 eindigde hij als 33e, op één minuut en veertien seconden van winnaar Stijn Devolder. Langeveld kende in 2009 een succesvol zomerseizoen. Hij won twee etappes in de Ronde van Saksen, waar hij tweede werd in het eindklassement, reed vooraan mee in de Baskische klimklassieker Clásica San Sebastián en behaalde het eindpodium (derde) in de Eneco Tour. Hij won zijn eerste eendagskoers in dienst van Rabobank in september, de GP Jef Scherens.
Zijn eerste overwinning in een Vlaamse voorjaarsklassieker behaalde Langeveld in 2011 op indrukwekkende wijze. Haast de hele dag regende het op de Omloop Het Nieuwsblad en toen de traditioneel vroege ontsnapping gegrepen werd, trok Langeveld op 53 kilometer van de meet op de Eikenberg ten aanval. Meteen sloeg hij een bres, die op de top van de Leberg vijftig seconden bedroeg. Onder de barre weersomstandigheden keken de wielertenoren Tom Boonen, Philippe Gilbert en Thor Hushovd naar elkaar toen er zich rond de winnaar van vorig jaar, Juan Antonio Flecha, een tiental achtervolgers verzamelde om de Rabobankrijder een pad in de korf te steken. Verkleumd naderden ze echter niet voldoende en op 28 km van het einde ontbond Flecha in de Paddestraat zijn duivels om alleen Langeveld op te zoeken. Op zestien kilometer van het eind ontspon zich een tweestrijd. Flecha dacht vijf kilometer voor het einde weg te glippen, maar Langeveld beet zich hardnekkig in diens spoor vast. Zogenaamde mindgames als praten, surplacen en elkaar de kop opdringen, namen met het Gentse Sint-Pietersplein bijna in zicht alleen maar toe. In de natte straten van Gent leek Langeveld de spurt van te ver aan te zetten, want een sterke Flecha remonteerde hem. Met een ultieme krachtinspanning bleef Langeveld op de eindstreep de Team Sky-rijder enkele millimeters voor.
In 2012 verliet Langeveld de wielerploeg van de Rabobank en ging voor het nieuwe GreenEDGE rijden. In de Ronde van Vlaanderen 2012 werd hij genoemd als een van de kanshebbers, maar brak hij zijn sleutelbeen doordat hij op een toeschouwer botste.
In 2014 won Langeveld het Nederlands kampioenschap op de weg door solo in Ootmarsum aan te komen. In de Ronde van Frankrijk 2016 ging het minder met Langeveld, hij moest zelfs afstappen in de tiende etappe. Tijdens de voorjaarsklassiekers van 2017 herpakt Langeveld zichzelf door in een zinderende editie van Parijs-Roubaix de derde plaats van dit wielermonument te bemachtigen.

## Belangrijkste overwinningen
2004
2e etappe Flèche du Sud
Ronde van Limburg
2005
7e etappe Olympia's Tour
 Nederlands kampioen op de weg, Beloften
2006
GP Pino Cerami
2007
Eindklassement Ster Elektrotoer
2009
2e en 4e etappe Ronde van Saksen
GP Jef Scherens
2011
Omloop Het Nieuwsblad
1e etappe Tirreno-Adriatico (ploegentijdrit)
2012
1e etappe Tirreno-Adriatico (ploegentijdrit)
2e etappe Eneco Tour (ploegentijdrit)
2014
 Nederlands kampioen op de weg, Elite
2016
1e etappe Ronde van Tsjechië (ploegentijdrit)

## Ereplaatsen
2004
12e plaats Parijs-Roubaix, Beloften
2005
2e plaats Nederlands kampioenschap veldrijden, Beloften
2e plaats Ronde van Vlaanderen, Beloften
7e plaats Parijs-Roubaix, Beloften
2006
3e plaats Nederlands kampioenschap veldrijden, Beloften
9e plaats in eindklassement Vierdaagse van Duinkerke
2e plaats Nederlands kampioenschap op de weg, Elite
2007
9e in eindklassement Ronde van Luxemburg
2e plaats Nederlands kampioenschap op de weg, Elite
2008
2e plaats Kuurne-Brussel-Kuurne
6e in eindklassement Ronde van Luxemburg
7e plaats Nederlands kampioenschap op de weg, Elite
2009
9e plaats E3 Harelbeke
2010
6e plaats E3 Harelbeke
10e plaats Kuurne-Brussel-Kuurne
2011
1e plaats Omloop het Nieuwsblad
5e plaats Ronde van Vlaanderen
2012
3e plaats Wereldkampioenschap ploegentijdrijden (met Orica GreenEDGE)
2013
5e plaats E3 Harelbeke
10e plaats Ronde van Vlaanderen
7e plaats Parijs-Roubaix
3e plaats Nederlands kampioen op de weg, Elite
2014
10e plaats Ronde van Vlaanderen
8e plaats Parijs-Roubaix
2017
3e plaats Parijs-Roubaix

## Resultaten in voornaamste wedstrijden
| Jaar | Ronde van Italië | Ronde van Frankrijk | Ronde van Spanje |
| ---- | ---------------- | ------------------- | ---------------- |
| 2006 |                  |                     |                  |
| 2007 |                  |                     | 112e             |
| 2008 |                  | 131e                |                  |
| 2009 |                  |                     |                  |
| 2010 |                  |                     | 114e             |
| 2011 |                  |                     |                  |
| 2012 |                  | 150e                |                  |
| 2013 |                  |                     |                  |
| 2014 |                  | 140e                |                  |
| 2015 |                  | opgave              |                  |
| 2016 |                  | opgave              |                  |
| 2017 |                  |                     |                  |
| 2018 |                  |                     | 128e             |
| 2019 |                  | 155e (laatste)      |                  |
| 2020 |                  |                     |                  |
| 2021 |                  |                     |                  |
| 2022 |                  |                     |                  |

| Jaar | Milaan-San Remo | Gent-Wevelgem | Ronde van Vlaanderen | Parijs-Roubaix | Amstel Gold Race | Luik-Bast.‑Luik | Ronde van Lombardije | E3 Harelbeke | Omloop Het Nieuwsblad | Kuurne-Brussel-Kuurne |  | WK op de weg |  | Wereldranglijsten |
| ---- | --------------- | ------------- | -------------------- | -------------- | ---------------- | --------------- | -------------------- | ------------ | --------------------- | --------------------- |  | ------------ |  | ----------------- |
| 2006 |                 |               |                      | 65e            | 90e              |                 |                      |              |                       |                       |  |              |  |                   |
| 2007 |                 |               |                      |                |                  |                 |                      |              | 63e                   |                       |  | 35e          |  |                   |
| 2008 | 44e             |               | 18e                  | opgave         |                  |                 |                      |              | 88e                   | ↑                     |  | opgave       |  |                   |
| 2009 | 21e             |               | 33e                  | 94e            |                  |                 | opgave               | 9e           | 94e                   | 27e                   |  | opgave       |  | 66e (UWK)         |
| 2010 | 62e             |               | 22e                  | 36e            | 98e              |                 | opgave               | 6e           |                       | 10e                   |  | 92e          |  |                   |
| 2011 | 100e            | 123e          | 5e                   | 26e            |                  |                 |                      | 58e          | ↑                     |                       |  |              |  | 85e (UWT)         |
| 2012 | 40e             | 26e           |                      |                |                  |                 | opgave               | 24e          | opgave                |                       |  |              |  | 154e (UWT)        |
| 2013 | 23e             | opgave        | 10e                  | 7e             |                  |                 |                      | 5e           | 44e                   |                       |  | opgave       |  | 73e (UWT)         |
| 2014 | 14e             | 60e           | 10e                  | 8e             | opgave           |                 |                      | 57e          | 12e                   | 29e                   |  |              |  | 97e (UWT)         |
| 2015 | 14e             |               | 54e                  | 126e           | 110e             | opgave          |                      |              |                       |                       |  | 87e          |  |                   |
| 2016 | 172e            | opgave        | 114e                 | 84e            |                  |                 |                      |              |                       |                       |  | opgave       |  |                   |
| 2017 |                 | 99e           | 72e                  | ↑              | 21e              |                 |                      | 16e          | 38e                   | 77e                   |  | 74e          |  | 93e (UWT)         |
| 2018 | 78e             | 50e           | 22e                  | opgave         |                  |                 |                      | 93e          | opgave                | 86e                   |  |              |  | 261e (UWT)        |
| 2019 | 105e            | 26e           | 15e                  | 10e            |                  |                 |                      |              | 15e                   |                       |  | opgave       |  |                   |
| 2020 |                 | opgave        | 60e                  |                |                  |                 |                      |              |                       |                       |  |              |  |                   |
| 2021 | 131e            | opgave        | 109e                 | 16e            |                  |                 |                      | opgave       | 81e                   | 69e                   |  | opgave       |  |                   |
| 2022 |                 | 97e           | 63e                  | 49e            | 88e              |                 |                      | 64e          |                       |                       |  |              |  |                   |

## Ploegen
- 2004 –  Van Vliet-EBH Advocaten
- 2005 –  Van Vliet-EBH Advocaten
- 2006 –  Skil-Shimano
- 2007 –  Rabobank
- 2008 –  Rabobank
- 2009 –  Rabobank
- 2010 –  Rabobank
- 2011 –  Rabobank
- 2012 –  Orica GreenEDGE [a]
- 2013 –  Orica GreenEDGE
- 2014 –  Garmin Sharp
- 2015 –  Team Cannondale-Garmin
- 2016 –  Cannondale-Drapac Pro Cycling Team [b]
- 2017 –  Cannondale Drapac Professional Cycling Team
- 2018 –  EF Education First-Drapac
- 2019 –  EF Education First Pro Cycling
- 2020 –  EF Education First Pro Cycling
- 2021 –  EF Education-Nippo
- 2022 –  EF Education-EasyPost

1. ↑  Tot de Ronde van Italië heette de ploeg GreenEDGE, maar na het aantrekken van Orica als hoofdsponsor werd de naam veranderd.
2. ↑  Tot 30 juni heette de ploeg Cannondale Pro Cycling Team, maar na het aantrekken van Drapac als cosponsor werd de naam per direct veranderd.